# Grayson County (Texas)
Das Grayson County ist ein County im Bundesstaat Texas der Vereinigten Staaten. Das U.S. Census Bureau hat bei der Volkszählung 2020 eine Einwohnerzahl von 135.543 ermittelt. Der Verwaltungssitz (County Seat) ist Sherman.

## Geographie
Das County liegt nordöstlich des geographischen Zentrums von Texas und grenzt im Norden an Oklahoma. Die Grenze bildet der Red River. Es hat eine Fläche von 2536 Quadratkilometern, wovon 118 Quadratkilometer Wasserfläche sind. Es grenzt im Uhrzeigersinn an folgende Countys: Fannin County, Collin County, Denton County, Cooke County und in Oklahoma an die Countys: Love County, Marshall County und Bryan County.
Das County wird vom Office of Management and Budget zu statistischen Zwecken als Sherman–Denison, TX Metropolitan Statistical Area geführt.

## Geschichte
Grayson County wurde 1846 aus Teilen des Fannin County gebildet. Benannt wurde es nach Peter Wagener Grayson (1788–1838), einem Attorney General der Republik Texas.

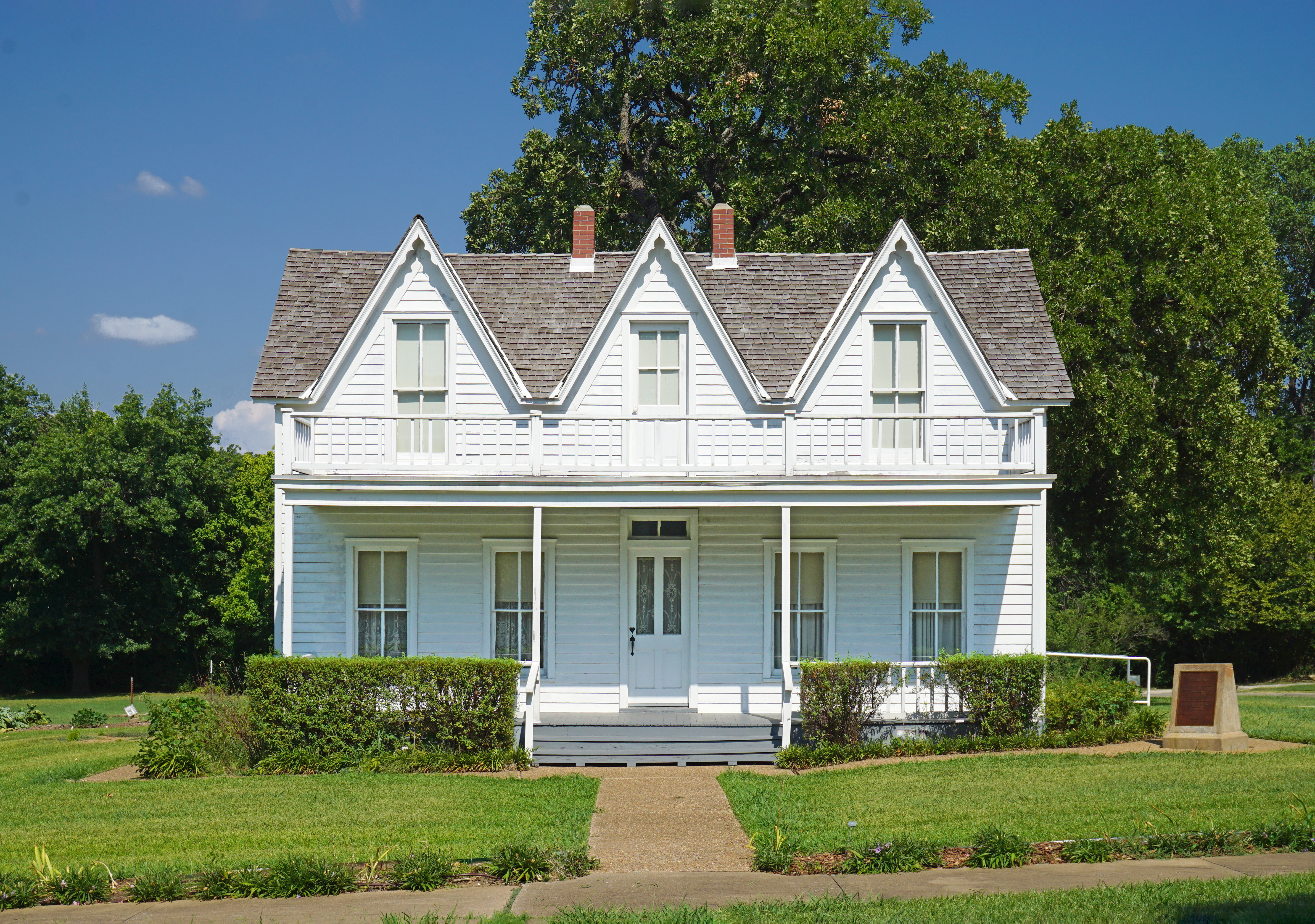
Eisenhower Birthplace (2016)

Neun Bauwerke und Stätten des Countys sind im National Register of Historic Places (NRHP) eingetragen (Stand 6. Juni 2019), darunter der Geburtsort Präsident Eisenhowers (Eisenhower Birthplace).

## Demografische Daten

Alterspyramide des Grayson Countys (Stand: 2000)

Nach der Volkszählung im Jahr 2000 lebten im Grayson County 110.595 Menschen; es wurden 42.849 Haushalte und 30.208 Familien gezählt. Die Bevölkerungsdichte betrug 46 Einwohner pro Quadratkilometer. Ethnisch betrachtet setzte sich die Bevölkerung zusammen aus 87,20 Prozent Weißen, 5,85 Prozent Afroamerikanern, 1,31 Prozent amerikanischen Ureinwohnern, 0,57 Prozent Asiaten, 0,05 Prozent Bewohnern aus dem pazifischen Inselraum und 2,90 Prozent aus anderen ethnischen Gruppen; 2,13 Prozent stammten von zwei oder mehr Ethnien ab. 6,80 Prozent der Einwohner waren spanischer oder lateinamerikanischer Abstammung.
Von den 42.849 Haushalten hatten 32,1 Prozent Kinder oder Jugendliche, die mit ihnen zusammen lebten. 55,2 Prozent waren verheiratete, zusammenlebende Paare 11,4 Prozent waren allein erziehende Mütter und 29,5 Prozent waren keine Familien. 25,5 Prozent waren Singlehaushalte und in 11,4 Prozent lebten Menschen im Alter von 65 Jahren oder darüber. Die durchschnittliche Haushaltsgröße betrug 2,51 und die durchschnittliche Familiengröße betrug 3,00 Personen.
25,3 Prozent der Bevölkerung war unter 18 Jahre alt, 9,3 Prozent zwischen 18 und 24, 27,6 Prozent zwischen 25 und 44, 22,8 Prozent zwischen 45 und 64 und 15,1 Prozent waren 65 Jahre alt oder älter. Das Medianalter betrug 37 Jahre. Auf 100 weibliche Personen kamen 94 männliche Personen und auf 100 Frauen im Alter von 18 Jahren oder darüber kamen 90,6 Männer.
Das jährliche Durchschnittseinkommen eines Haushalts betrug 37.178 USD, das Durchschnittseinkommen einer Familie betrug 45.048 USD. Männer hatten ein Durchschnittseinkommen von 32.998 USD, Frauen 23.414 USD. Das Prokopfeinkommen betrug 18.862 USD. 8,4 Prozent der Familien und 11,3 Prozent der Einwohner lebten unterhalb der Armutsgrenze.

## Städte und Gemeinden
- Bells
- Collinsville
- Denison
- Dorchester
- Fink
- Gordonville
- Gunter
- Howe
- Pottsboro
- Sadler
- Sherman
- Southmayd
- Tioga
- Tom Bean
- Van Alstyne
- Whitesboro
- Whitewright